# Gladvattnet, Öland
Gladvattnet är en sjö i Borgholms kommun på Öland och ingår i Ölands huvudavrinningsområde.